# Koperhoningzuiger
De koperhoningzuiger (Cinnyris cupreus; synoniem: Nectarinia cuprea) is een zangvogel uit de familie Nectariniidae (honingzuigers). In het Afrikaans heet de vogel Kopersuikerbekkie.

## Kenmerken
De vogel is 12 tot 13 cm lang en weegt 5,5 tot 11 g, mannetjes zijn groter dan vrouwtjes en vogels in West-Afrika zijn kleiner dan die in Oost-Afrika. Het mannetje in broedkleed is onmiskenbaar. De kop, keel, nek zijn glanzend, koperkleurig met een goudkleurige, rode of groene weerschijn, afhankelijk van de lichtval. Ook de rest van het verenkleed is donker, glanzend metaalkleurig. Het vrouwtje is olijfbruin van boven en is lichter, neigend naar geel toe van onder.

## Verspreiding en leefgebied
Deze soort telt 2 ondersoorten:
- C. c. cupreus: van zuidwestelijk Mauritanië tot Sierra Leone en oostelijk tot westelijk Ethiopië, westelijk Kenia, westelijk Tanzania, centraal Congo-Kinshasa en noordwestelijk Angola.
- C. c. chalceus: van Angola en zuidelijk Congo-Kinshasa tot zuidelijk Tanzania, Mozambique, noordelijk Zimbabwe en noordelijk Botswana.

Het leefgebied bestaat uit half open, licht bebost gebied, meestal savanne, maar ook wel secundair bos, terrein met struikgewas langs kusten en rivieren, tuinen en parken. Komt in berggebieden voor tot op 2100 m boven de zeespiegel.

## Status
De grootte van de wereldpopulatie is niet gekwantificeerd. De vogel is wijdverspreid en meestal talrijk (behalve in Mauritanië). Om deze redenen staat de koperhoningzuiger als niet bedreigd op de Rode Lijst van de IUCN.